# Desmoxya pelagiae
Desmoxya pelagiae är en svampdjursart som beskrevs av van Soest och Hooper 2005. Desmoxya pelagiae ingår i släktet Desmoxya och familjen Heteroxyidae. Inga underarter finns listade i Catalogue of Life.